# Towton
Towton é um vilarejo e uma paróquia civil do distrito de Selby, condado do Yorkshire do Norte. O vilarejo é sobretudo conhecido pela batalha de Towton que teve lugar em 1461 durante a guerra das Rosas.